# 十念寺 (奈良市)
十念寺（じゅうねんじ）は、奈良県奈良市にある浄土宗の仏教寺院。山号は忍性山、正式名称は忍性山愛染院金毘羅十念寺。花園天皇勅願所。本尊は阿弥陀如来である。

## 歴史
正応年間（1288年 - 1292年）に忍性が創建した。当初は大安寺の南に位置する八条村に建てられたと伝わる。元は真言宗で、嘉元2年（1304年）に浄土宗に改宗した。天正年間に現在の場所に移った。境内に本堂・愛染堂・地蔵堂・金毘羅堂、忍性の供養塔、複数の古井戸がある。愛染堂の明王像は湛康の作とされる。享保年間の火災で本堂・愛染堂が焼失したとされ、現在の本堂は享保14年に再建されたものである。十念寺の地蔵は顔を白く塗られ眉・目・鼻・唇が鮮やかに描かれたものであり、くさ地蔵・おしろい地蔵・一言地蔵などと呼ばれる。この地蔵にはらいを治すという言い伝えがあり、願いが叶った者はお礼におしろいを納めたという。

## 交通アクセス
- 奈良交通バス「南袋町」下車、徒歩3分（経路案内）。
- 近鉄奈良駅7-S出口より徒歩10分（経路案内）。
- JR奈良駅東口より徒歩13分（経路案内）。